# Albert Baur (Oberamtmann)

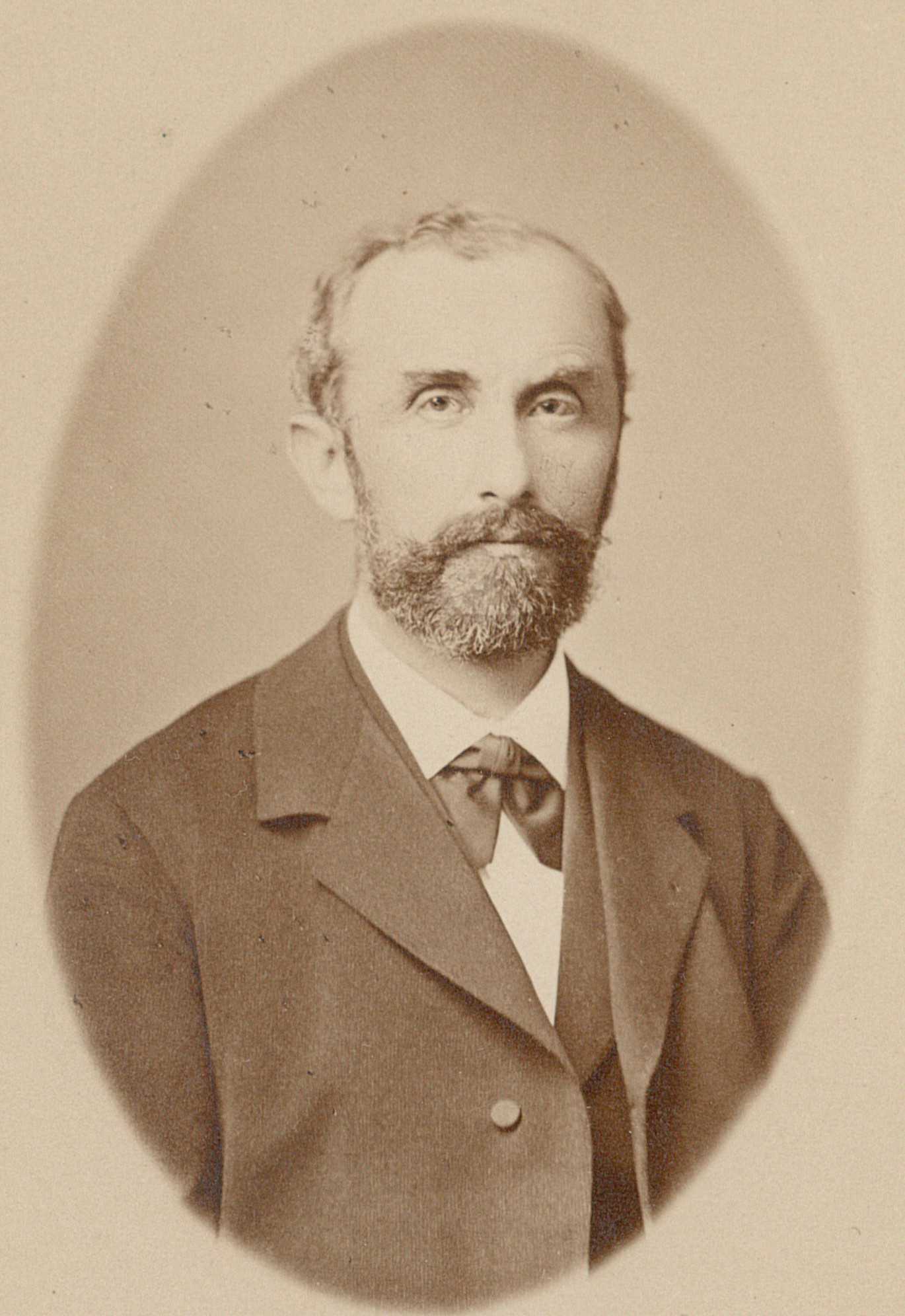
Albert Baur, Fotografie von Friedrich Brandseph

Albert Baur (* 20. Juli 1829 in Beilstein; † 19. Dezember 1919 in Stuttgart) war ein württembergischer Oberamtmann. 

## Leben
Albert Baur war Aktuar beim Oberamt Schorndorf, bevor er 1871 Oberamtmann beim Oberamt Böblingen wurde. Er leitete dieses Oberamt bis 1895 und trat dann unter Verleihung des Titels Regierungsrat in den Ruhestand.
Er war Mitglied der Landsmannschaft Ghibellinia Tübingen.